# はつなみ型巡視艇
はつなみ型巡視艇（はつなみがたじゅんしてい、英語: Hatsunami-class patrol craft）は、海上保安庁の港内艇の船級（1957年に巡視艇に呼称変更）。区分上はPC型、公称船型は23メートル型。

## 来歴
創設直後の海上保安庁においては、35～47メートル級のPS型巡視船と、15～17メートル級のCL型港内艇のあいだがなく、運用上の不都合が指摘されていた。このことから、15メートル型CLよりも広域に警備救難業務を行い、局地哨戒の根幹を成す、新しいPC型港内艇として計画されたのが本型である。
1950年3月、造船所各社の技術者を中心とした海上保安庁船舶設計審議会において、基本計画がほぼ決定され、同年5月末には、審議会委員および海上保安庁関係者によって15メートル型CL（そよかぜ型）の運用実績調査が行われた。この結果、没水部船型は角型、構造様式は斜め二重張り構造として設計されたものの、連合国軍最高司令官総司令部（GHQ）より、アメリカ沿岸警備隊の83フィート型巡視艇と同様、一重張り外板構造の丸型船型とするように要求があった。これに対し、特に構造様式については、日本ではこのような使用目的の軽構造艇を一重張り外板で建造した前例がなく、特に外板剪断力に抵抗する工作については非常に難しいとして、日本側は難色を示したものの、GHQの側が意見を変更しなかったことから、設計変更を余儀なくされた。

## 設計
上記の経緯より、結局、アメリカ沿岸警備隊の75フィート型巡視艇に倣って設計され、没水部船型は丸型となった。しかし危惧されたとおり動揺性能が思わしくなかったことから、竣工後に、船長の約3分の1にわたるビルジキールを取り付けて、改善を図った。また構造様式については、GHQの要求を容れた一重張り外板構造の艇を10隻、斜め二重張り構造の艇を14隻建造した。就役後、どちらからも構造上の欠陥は出なかった。
主機関については、敗戦直後で国産機関の製作が中止されていたことから、1949年9月に舶用ディーゼルエンジンの経験者を呼集して検討した結果、池貝鉄工所の6HSD 30型（出力300馬力）をベースとして、出力350馬力、回転数1,350 rpmの高速ディーゼルエンジンを新規開発・設計することとなった。しかし予算・期間上の余裕がなく、試作を経ずに量産に入ったことから故障が相次ぎ、1番艇の竣工は3ヶ月遅延し、就役後も大小の不具合を生じた。

## 同型船一覧
なお4番船「うらなみ」は、洞爺丸台風に対する救難業務中の1954年9月26日、青森県鰺ヶ沢にて自らも遭難して全損し、初代むらくも型の昭和29年度計画艇（あさぐも型）の設計をもとに、同艇から回収した主機関を搭載して再建造された。
| 計画年度             | #     | 船名     | 建造         | 竣工           | 解役           |
| -------------------- | ----- | -------- | ------------ | -------------- | -------------- |
| 昭和25年度           | PC-01 | はつなみ | 東造船       | 1951年4月20日  | 1973年12月3日  |
| 昭和25年度           | PC-02 | あやなみ | 東造船       | 1951年4月28日  | 1973年11月8日  |
| 昭和25年度           | PC-03 | いそなみ | 墨田川造船   | 1951年5月18日  | 1970年2月2日   |
| 昭和25年度           | PC-04 | うらなみ | 横浜ヨット   | 1951年4月21日  | 1973年12月4日  |
| 昭和25年度           | PC-05 | きよなみ | 横浜ヨット   | 1951年5月20日  | 1970年2月12日  |
| 昭和25年度           | PC-06 | おきなみ | 南国         | 1951年4月21日  | 1973年1月9日   |
| 昭和25年度           | PC-07 | たまなみ | 南国         | 1951年5月15日  | 1972年11月11日 |
| 昭和25年度           | PC-08 | すずなみ | 長崎造船     | 1951年4月29日  | 1976年1月19日  |
| 昭和25年度           | PC-09 | ちよなみ | 四国船渠     | 1951年5月3日   | 1971年11月6日  |
| 昭和25年度           | PC-10 | はやなみ | 四国船渠     | 1951年6月3日   | 1975年7月4日   |
| 昭和25年度 第1次追加 | PC-11 | はつづき | 墨田川造船   | 1951年7月13日  | 1973年10月13日 |
| 昭和25年度 第1次追加 | PC-12 | はなづき | 墨田川造船   | 1951年7月30日  | 1971年2月27日  |
| 昭和25年度 第1次追加 | PC-13 | きよづき | 横浜ヨット   | 1951年7月17日  | 1972年12月2日  |
| 昭和25年度 第1次追加 | PC-14 | もちづき | 横浜ヨット   | 1951年8月25日  | 1970年1月24日  |
| 昭和25年度 第1次追加 | PC-15 | にいづき | 東造船       | 1951年5月23日  | 1972年12月2日  |
| 昭和25年度 第1次追加 | PC-16 | すずつき | 東造船       | 1951年6月15日  | 1971年1月30日  |
| 昭和25年度 第1次追加 | PC-17 | てるづき | 南国特殊造船 | 1951年6月25日  | 1971年2月5日   |
| 昭和25年度 第1次追加 | PC-18 | うらづき | 南国特殊造船 | 1951年8月2日   | 1970年10月27日 |
| 昭和25年度 第1次追加 | PC-19 | わかづき | 長崎造船     | 1951年6月29日  | 1969年10月20日 |
| 昭和25年度 第1次追加 | PC-20 | やまづき | 長崎造船     | 1951年8月19日  | 1973年12月5日  |
| 昭和25年度 第2次追加 | PC-21 | はるづき | 四国         | 1951年11月5日  | 1970年12月2日  |
| 昭和25年度 第2次追加 | PC-22 | なつづき | 四国         | 1951年11月27日 | 1973年9月10日  |
| 昭和25年度 第2次追加 | PC-23 | あきづき | 東造船       | 1951年9月25日  | 1970年11月5日  |
| 昭和25年度 第2次追加 | PC-24 | ふゆづき | 東造船       | 1951年10月25日 | 1972年2月10日  |